# 효고현 제10구
효고현 제10구(兵庫県 第10区)는 일본의 중의원 선거구이다. 1994년 공직선거법으로 신설되었다.
현재 중의원은 자유민주당 소속의 도카이 기사부로이다.

## 지역
- 가코가와시
- 다카사고시
- 가코군